# Очестово
Очестово (хорв. Oćestovo) — населений пункт у Хорватії, у Шибеницько-Книнській жупанії у складі міста Книн.

## Населення
Населення за даними перепису 2011 року становило 144 осіб.
Динаміка чисельності населення поселення:

## Клімат
Середня річна температура становить 12,60 °C, середня максимальна – 26,85 °C, а середня мінімальна – -2,20 °C. Середня річна кількість опадів – 955 мм.
| Клімат поселення                              | Клімат поселення | Клімат поселення | Клімат поселення | Клімат поселення | Клімат поселення | Клімат поселення | Клімат поселення | Клімат поселення | Клімат поселення | Клімат поселення | Клімат поселення | Клімат поселення | Клімат поселення |
| Показник                                      | Січ.             | Лют.             | Бер.             | Квіт.            | Трав.            | Черв.            | Лип.             | Серп.            | Вер.             | Жовт.            | Лист.            | Груд.            |                  |
| Середній максимум, °C                         | 9,57             | 10,20            | 13,21            | 16,98            | 21,68            | 25,43            | 26,85            | 26,79            | 22,27            | 17,53            | 12,29            | 9,14             |                  |
| Середня температура, °C                       | 3,70             | 4,33             | 7,34             | 11,10            | 15,81            | 19,54            | 22,60            | 22,54            | 18,02            | 13,28            | 8,04             | 4,90             |                  |
| Середній мінімум, °C                          | −2,2             | −1,56            | 1,46             | 5,22             | 9,92             | 13,66            | 18,35            | 18,27            | 13,77            | 9,03             | 3,79             | 0,65             |                  |
| Норма опадів, мм                              | 75               | 70               | 76               | 82               | 71               | 70               | 49               | 60               | 90               | 100              | 116              | 96               |                  |
| Середньомісячна швидкість вітру, м/с          | 1.58             | 1.80             | 2.05             | 2.06             | 1.85             | 1.63             | 1.64             | 1.52             | 1.52             | 1.56             | 1.78             | 1.75             |                  |
| Середньомісячна сонячна радіація, кДж/м²·день | 5213             | 7929             | 11496            | 16092            | 20018            | 22410            | 24119            | 21109            | 15652            | 10081            | 5544             | 4401             |                  |
| --------------------------------------------- | ---------------- | ---------------- | ---------------- | ---------------- | ---------------- | ---------------- | ---------------- | ---------------- | ---------------- | ---------------- | ---------------- | ---------------- | ---------------- |
| Джерело:                                      |                  |                  |                  |                  |                  |                  |                  |                  |                  |                  |                  |                  |                  |